# Bactrocera curreyi
Bactrocera curreyi är en tvåvingeart som beskrevs av Drew 1989. Bactrocera curreyi ingår i släktet Bactrocera och familjen borrflugor. Inga underarter finns listade.